# خلوو، استان ووچ
خلوو (لهستانی: Chlewo) روستایی در گمینا گوشچانوو واقع در شهرستان شراتس در استان ووچ در مرکز لهستان است.